# Baie du Lévrier

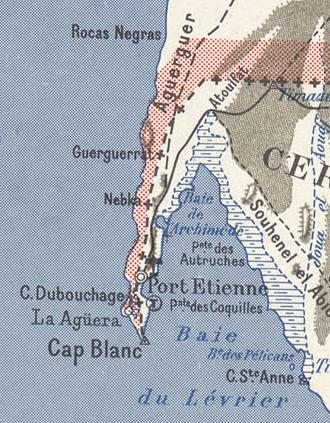
La baie du Lévrier (1958)

La baie du Lévrier, connue également sous le nom de Dakhlet-Nouadhibou, est une vaste baie située au nord-ouest de la Mauritanie, à proximité de la frontière avec le Sahara occidental. La baie sépare le cap Blanc de la côte principale. Ses eaux calmes abritent le port de Nouadhibou, nommé Port Étienne avant l'indépendance. Elle fait partie de la région administrative (wilaya) de Dakhlet Nouadhibou. 
C'est une aire protégée. Traditionnellement tournée vers la pêche, la baie est devenue le haut lieu d'une technique de pêche sportive, le surf casting.